# アンナ・カタリーナ・フォン・ブランデンブルク
アンナ・カタリーナ・フォン・ブランデンブルク（独：Anna Katharina von Brandenburg, 1575年6月26日 - 1612年4月8日）は、デンマーク＝ノルウェーの王クリスチャン4世の最初の王妃。デンマーク語名ではAnna Cathrine af Brandenburg。
ブランデンブルク選帝侯ヨアヒム・フリードリヒと妃カタリーナの娘として、ハレで生まれ、ヴォルミルシュテットで育った。
1597年11月に、ハンスボー城（南ユトランドにあったが、のち焼失した）でクリスチャンと結婚した。クリスチャンの最初の妃であるが、彼女についてはよく知られていない。夫に同行してしばしば旅行したが、政治的に影響力を行使することはなかったと思われている。存命中、穏やかな気性で深い信仰心をもった女性と賞賛されていた。アンナ・カタリーナが王妃であった頃にローゼンボー城の建設が始まったが、建物や内装に彼女の意向があったのかどうかも定かでない。

## 子女
- フレデリク（1599年、夭折）
- クリスチャン（1603年 - 1647年） - 王太子
- ソフィー（1605年、夭折）
- エリサベト（1606年 - 1608年）
- フレデリク3世（1609年 - 1670年） - デンマーク＝ノルウェー王
- ウルリク（1611年 - 1633年）